# 奧運高手
《奧運高手》（日語：ガンバ! Fly high）是森末慎二與菊田洋之在1994年至2000年之間於《週刊少年Sunday》所連載的運動類型日本漫畫，並獲得第43屆小學館漫畫賞
。《奧運高手》單行本漫畫總共有34集加上一本外傳，但森末慎二並沒有參與外傳製作。

## 故事簡介
平成學園的男子體操社長年成績不佳，但是一位對體操充滿嚮往的新生藤卷駿卻想要加入體操社。在藤卷駿進入體操社之後，其他的社員紛紛受到激勵，並逐漸在比賽中有突出的表現。

## 主要角色

### 平成學園成員
藤卷駿（配音員：（日）阪口大助 /（港）陳卓智）
男主角，平成學園的學生，後來進入明鏡學院大學就讀，擅長單槓，並創造出許多獨特的體操動作，包括度卡卓夫前空翻（單槓動作，分腳向後飛越單槓接前空翻，漫畫內在最後一篇悉尼奧運表示這動作以藤卷命名，即藤卷I）、直體洛磯度接轉體（直體向前空翻飛越單槓接180度轉體，即「藤卷II」，並在外傳裡表示這是體操中不可能的夢幻動作，而事前教練的計算亦表示成功率0%）及單槓4個前空翻落地（即「藤卷III」)。在第35集時與相樂真理子結婚。
擁有視界能力，即可以看到正進行體操動作的選手的視野
相樂真理子（配音員：（日）松本梨香 / （港）黃麗芳）
平成學園的學生，男子體操部門的經理，對藤卷駿有相當的好感。在第35集時與藤卷結婚。
折笠麗子（配音員：（日）櫻井智 / （港）林元春）
平成學園的學生，隸屬於女子體操部門，後來進入東京體育大學就讀，擁有相當深厚的實力，擅長平衡木。
内田稔（配音員：（日）佐佐木望 / （港）郭志權）
平成學園的學生，後來進入鳳雛大學就讀，擅長跳馬。
真田俊彦（配音員：（日）三木真一郎 / （港）蘇強文）
平成學園的學生，自稱為體操貴公子，後來進入清琉大學就讀，擅長地板動作。
東傳次（配音員：（日）宇垣秀成 / （港）陳欣）
平成學園的學生，力氣驚人，擅長吊環。後期因身高過高，不合適雙槓等運動及要繼承父親搭棚的祖業退出體操界，但加入摔角界，並成為一顆新星。
新堂雄一（配音員：（日）松本大 / （港）何國星 / （台）于正昌）
平成學園的學生，折笠麗子的男友，擅長雙槓，後來進入東京體育大學就讀。麗子的男朋友，於平成學園已是體操技巧高超的體操隊隊長。善於以原作者森末慎二命名的雙槓動作「森末」，但無緣成為悉尼奧運日本體操隊成員。
上野良夫（配音員：（日）伊倉一惠 / （港）鄺樹培）
平成學園的學生，也是藤卷駿的輔助員，後來進入明鏡學院大學就讀。

### 日本代表候補
堀田辰也
嵐雲高中的學生，後來進入日章体育大學，擁有高度的技術及實力，擅長鞍馬與地板動作。
嵯峨康則（配音員：（日）菅原淳一 / （港）馮錦堂）
李軍團的成員之一，實力相當堅強。
齊藤榮（配音員：（日）柴本浩行 / （港）黃鳳英）
出身於北海道，實力相當堅強，不過容易怯場。
須童忠信
日本體操代表隊的選手。
簑山大作
前日本體操代表隊的選手，後來成為解說員。曾在職業賽中屬紀納銀行代表隊成員。
杉原寛斗
1996年亞特蘭大奧運日本體操代表隊成員，並是日本體操代表隊中擁有最高實力，亦取得2000年悉尼奧運代表資格，但在出賽前舊患腰痛復發被迫退出比賽。在職業賽中屬紀納銀行代表隊成員。

### 國外選手
王景陽
中國的選手，來自東北，於雪地成長的他擁有堅強的意志力與傑出的技術。為人傲慢，從不認為隊友是拍檔，甚至體操選手，但視藤卷駿為宿敵，在第一次看過駿自創單槓動作度卡卓夫前空翻後便能複製。個人在中國國內悉尼中國國家體操隊選拔賽中奪得單槓單項十分滿分。

### 教練
岬繪莉→繪莉·安德烈阿諾娃（配音員：（日）本多知恵子 / （港）陸惠玲）
平成學園女子體操部門的指導教練，之後是學校的體運顧問。田所誠治的獨生女，也就是說她是田所婆婆的孫女。父親死後，母親·秋子帶著她再婚後姓氏變為「岬」。
與安德烈阿諾夫相遇是在奶奶家洗澡的時候碰到，不過在番外篇卻是小時候就認識了。故事最後與安德烈阿諾夫結婚，婚後搬到俄羅斯。在2001年生下長男「米海爾·賽格耶維奇·安德烈阿諾夫（ミハイル・セルゲイエヴィチ・アンドレアノフ）」。在番外篇收錄有說到她往後的發展，就是在俄羅斯住了15年後還不太會說俄語。
田所婆婆（配音員：（日）堀絢子 / （港）黃鳳英）
支撐平成學園體操的幕後支持者，第二次世界大戰與丈夫死別。對於獨生子誠治的體操比賽，一點也沒有興趣。不過在誠治死後過著退休般的生活，繼承兒子的遺志，教導附近的孩子們體操的樂趣。她同時也是岬繪莉的奶奶。她在2016年的時候還活著，也就是她的曾孫米海爾也見過她這位祖奶奶。
田所誠治
田所婆婆的兒子，因為交通事故而過世。
賽格・安德烈阿諾夫（配音員：（日）村山明 / （港）陳永信）
前俄羅斯的體操選手，曾經獲得奧運金牌，也是平成學園男子體操部門的指導教練。故事最後他娶了岬繪莉為妻。

## 動畫版

### 製作人員
- 原作：森末慎二
- 漫畫：菊田洋之（小学館文庫）
- 製作統括:小石川伸哉(讀賣電視台)･都築伸一郎(小学館)･吉井孝幸(SUNRISE)
- 企畫：諏訪道彦（讀賣電視台)･森川和勇(小学館)･岩田幹宏→宮河恭夫(SUNRISE)
- 人物設計：野村敦司、楠田武治、熊谷崇
- 原案協力：袖崎友和、市原武法（小学館「週刊少年サンデー」編集部）
- 企畫協力:福永真里(小学館キャラクター事業センター)
- 系列構成：千葉克彦
- 人物設計：本橋秀之
- 美術監督：池田繁美（アトリエ・ムサ）
- 色彩設計：いわみみか
- 攝影監督：大神洋一(アニメフイルム)
- 編集：松村正宏 (JAY FILM)
- 音樂：芹澤廣明、石黒彰
- 音響監督：浦上靖夫
- 主要製作人：諏訪道彦（讀賣電視台）･岩田幹宏→池部茂(SUNRISE)
- プロデューサー:藤門浩之(讀賣電視台)･森田真好(SUNRISE)
- 監督：龜垣一
- 製作：讀賣電視台、SUNRISE
- 著作：©森末慎二、菊田洋之/小學館、讀賣電視台、SUNRISE|©1996 SUNRISE INC.･YTV

### 主題曲
- OP：（1～30話）キラキラ　キセキ/リディアン・モード
- ED：（1～21話）天使のラブソング/NOKKO
- ED：（22～30話）ミラクル/プロペラ

### 每話標題
|    | 日文版 | 中文版                               |
| -- | ------ | ------------------------------------ |
| 1  |        | 為什麼？！沒練習過便要比賽           |
| 2  |        | 討厭啊！恐怖的跳馬體驗               |
| 3  |        | 堅持啊！地獄的倒立戰                 |
| 4  |        | 是這樣了！夕陽之後空翻吧             |
| 5  |        | 決一勝負只要接受便能得勝的技術表現會 |
| 6  |        | 是誰了？！謎之體操老婆婆             |
| 7  |        | 是鳥！超越G作戰                      |
| 8  |        | 轉校生穿著水手服倒轉翻               |
| 9  |        | 我不相信！隊長會退出                 |
| 10 |        | 特訓！努力練習很愉快                 |
| 11 |        | 大會啊！過激的必殺十字倒立           |
| 12 |        | 興奮啊！最佳狀態                     |
| 13 |        | 男子體操部全力以赴                   |
| 14 |        | 挑戰啊！地板王子的騰躍技巧           |
| 15 |        | 奇蹟！金牌選手最後的技術             |
| 16 |        | 激走！東京車站強行突破               |
| 17 |        | 集訓！程度相違，平成學園             |
| 18 |        | 下定決心！偷看與海與不斷練習         |
| 19 |        | 絕望！駿與淚與血染的單槓             |
| 20 |        | 復活！邁向新希望的第一步             |
| 21 |        | 問題的關鍵是高度                     |
| 22 |        | 強敵！惡魔隊伍李軍團                 |
| 23 |        | 開始了！燃燒吧，青年選手權           |
| 24 |        | 地板王子啊！華麗白鳥之宴             |
| 25 |        | 革命啊！驚異的平成鞍馬維新           |
| 26 |        | 力量技巧！吊環的海拉格斯             |
| 27 |        | 不可能的！內田稔死在跳馬上？！       |
| 28 |        | 到隊長了！這次是安全第一             |
| 29 |        | 激鬥！火花四濺的鐵棒對決             |
| 30 |        | 努力！向著金牌FLY HIGH               |

## 外部連結
- （日語）
- 奧運高手在Anime News Network的百科全書中的資料 （页面存档备份，存于）
- 漫兩拍：勵志漫畫《我要高飛》 （页面存档备份，存于）